# دریاچه تنگیز
دریاچه تنگیز در کشور قزاقستان قرار گفته است و مساحت آن ۱۳۸۲ کیلومتر مربع است.